# 極真会館
極真会館（きょくしんかいかん、英: Kyokushinkaikan）は、大山倍達が創設した空手道団体。正式名称は国際空手道連盟 極真会館（こくさいからてどうれんめい きょくしんかいかん、英: International Karate Organization Kyokushinkaikan, IKO or IKOK）。通称は極真空手、極真カラテ（きょくしんからて）。前身は大山道場（おおやまどうじょう）。
極真の由来は「千日を以って初心とし、万日を以って極とす」という言葉の“心”を“真”に変え「武の真髄を極める」という意味での名称とした。

## 概要
1964年4月、大山倍達は大山道場を財団法人極真奨学会の傘下にして、国際空手道連盟 極真会館を設立。会長に佐藤栄作、副会長に毛利松平を迎え、大山は館長に就任。同年6月東京都豊島区西池袋に本部道場の工事が着工。建設には資金援助をしてくれた人たちのほか、「黒崎健時師範の貢献がとても大きい」と中村忠は証言している。同年11月竣工。翌1965年1月、国際空手道連盟極真会館を正式に発足。
極真会館は伝統派空手に対し、対戦相手に技を実際に当てる直接打撃制（フルコンタクト）の提唱と啓蒙を行い、
- 他格闘技、他団体と交流、試合、技術の吸収
- 年1回のオープントーナメント全日本空手道選手権大会と、4年に1回のオープントーナメント全世界空手道選手権大会を開催と成功
- 啓蒙に要人との繋がりを密にし、育成した弟子を世界各地に派遣し、支部の設置と指導
- マスメディア戦略に注力し、ファンや門下生の増加

がそれぞれ相乗効果を働き、発展してきた。
最盛期は1990年代の大山存命中で各都道府県へ支部が設置され、世界123ヵ国に公認支部道場が1,000以上、会員1,200万人の規模であったが、国内法的には法人ではなく自然人、つまり代表者の個人事業であった。
1994年に大山が亡くなると弟子たちが各々極真会館を名乗り、団体毎に門下生が在籍。それらに付随して各種大会が行われている（詳しくは「分裂騒動」を参照）。
以下、次章から大山が館長及び総裁に就いていた時代とその分裂を記す。

## 他格闘技、他団体との交流・試合・技術の吸収
大山倍達自らボクシング、柔道、合気道を学んでいたことから、道場には進取の精神があった。大山道場から極真会館へ組織変更した1964年にはタイへ遠征し、黒崎健時・中村忠・藤平昭雄がムエタイルールで、ムエタイと試合をした。
1969年4月にNETは「ワールドキックボクシング」を開催し始めたが、2か月前から各方面より選手を集め、ムエタイ選手や日本拳法空手道らに出場要請をし、極真会館へもオファーがあった。大山は高弟の山崎照朝・添野義二・及川宏を選りすぐり、極真ジム所属として参戦。キックボクシングはNET他、TBS、日本テレビ、東京12チャンネルの4局で放映され、「キック戦国時代」と呼ばれるほど、4局が視聴率争いにしのぎを削るブームで、新興スポーツとして注目されていた。参戦した山崎や添野がKO勝ちして強さをアピールしたことにより、結果的には後に開催されるオープントーナメント全日本空手道選手権大会の宣伝にもなった。

## 直接打撃とオープン参加の大会

### 開催までの道のり
直接打撃制による組手試合は、山田辰雄が1962年に初めて実施していたが、寸止め試合を行う伝統派空手の諸流派から黙殺され失敗に終わった。大山倍達は極真会館竣工以降、1964年に行われた東京オリンピックの各種オリンピック競技をたびたびスタジアム観戦していたことで「極真会館内の競い合いではなく、他流派・他格闘技の参加を認めたオープン制とトーナメント制の選手権大会」を開催しようと検討し始め、名称もこのときは「全日本格闘技選手権大会」としていた。今でこそ直接打撃制の空手道選手権大会をいろいろな流派が開催しているが、当時は直接打撃に危惧を抱く会場側は決して協力的ではなく、極真会館は試合会場をなかなか確保できなかった。東京体育館とは都合3年も交渉を行い、その頃、盛んになり出したキックボクシングの例をあげ、その安全性をよく説明することにより許可を得て、ようやく1969年9月に念願であった第1回オープントーナメント全日本空手道選手権大会（以降、全日本選手権に略）として開催に至った。

### 極真の看板を守り抜く
“オープントーナメント”と謳った全日本選手権は、「空手界の各流派はもちろんのこと、武道全般・拳法・ボクシング・キックボクシング等、誰でも参加できる」というキャッチフレーズで参加の呼びかけを行った。韓武舘をはじめ、申し込みをした選手の半数が他流派で、なかには柔道参段で体重100キログラムを超すギドン・ギダリー（イスラエル）、黒人ヘビー級ボクサーのポール・ジャクソン(アメリカ)、ムエタイのランキングボクサー、ビラホン・ハンピーン、サカオ・チャルムーン、サマンソー・アディソン（以上タイ）と、他格闘技からもエントリーしてきたことで、さながら“異種格闘技戦”の様相を呈していた。無差別級で直接打撃制によるKOで決定するとし、反則は「顔面への正拳・肘打ち・貫手」「頭突き」「金的」攻撃のみで、投げや掴みも認められていた。6時間にわたる激しい試合展開となったが、キックボクシングでも活躍した山崎照朝が優勝、添野義二が準優勝と主催者である極真会館の選手が上位を守った。大山倍達も「これで極真の看板を下ろさずにすんだ…」と胸を撫で下ろし、興行的にも7,000人の観衆を集め、成功した。このことが翌年以降の継続に繋がり、年に1回の全日本選手権が開催されている。
1972年にパリで開催された世界空手道選手権大会で全日本空手道連盟翼下の日本選手が団体戦で惨敗。個人戦は試合を放棄した事で「柔道に続き、空手よ、お前もか」と各種マスメディアで取り上げられた。これに対して大山倍達は「日本の空手は負けていない。近い将来、国際空手道連盟極真会館主催の世界選手権を開催して、日本選手の強さを示す」と声明を発表して、1975年には第1回オープントーナメント全世界空手道選手権大会（以降、全世界選手権に略）を開催し、佐藤勝昭が優勝した。その後4年に1回、全世界選手権は開催されている。

### ルールと運営の変遷
第1回全日本選手権のルールや運営手法が、選手権大会の回数を重ねるごとにそれぞれ改定、変更がされてきた。以下、その内容を記す。

#### ルール
1971年 第3回全日本選手権
- 「倒して決めの下段突き」は動きに少しの無駄もなく、スムーズな一連の流れによる一動作でも、技ありまでと改正される
- 1970年 第2回全日本選手権は閉幕後、「相手を投げ倒して決めにいけば、それで一本勝ちとする」というルールが問題となっていた。優勝した長谷川一幸は、山崎照朝には「絡み倒して下段正拳突きをピタリと顔面に止め」、添野義二にも「巻き倒しての決めの下段突き」で一本勝ちを得ている。他の試合でも同様な「倒して決めの下段突き」があまりにも多く、パターン化することを回避するためである[5][7]。

1973年 第5回全日本選手権
- 判定
  - 1本勝ちのきまらない時は延長戦を行なう[8][9]｡
  - 延長戦も決まらないときは双方の技術・気魄の優劣・減点数の数により､主審・審議員・審判長で決定する｡ ただし10kg以上の体重差を有効とする[8][9]｡
  - 蹴り・突き・打ちで相手が倒れはしないものの､バランスをくずした場合は ｢技あり!｣を適用[8][9]｡
- 試し割り
  - 2回戦に進出した選手から割った枚数により競い合い、同数の場合は体重の軽い方を優位とし、試合の判定でも適用する[8][9]。

1979年 第2回全世界選手権
- 掴みを完全に禁止
- 接近戦になった時に相手の道着を掴んで押したり、投げ技を使うことで、殴打技と蹴り技の攻防が少なくなることを避けるための措置である。

1980年 第12回全日本選手権
- 柔道の技を完全に禁止
- 1979年 第2回世界選手権にて、東孝が掴まないで柔道の足技を使ったことが問題となり、空手と柔道の区別化を明確にするため、使用を禁止した。

1984年 第3回全世界選手権
- 対戦相手の背後からの攻撃を禁止
- 各国選手により、対戦相手が試合の流れで後ろを向いてしまった時に攻撃を継続する選手としない選手がいた為、禁止と統一した。なお、対戦相手自らが逃げるために後ろを向くことは減点になり、回数が多いと技ありをとられることになる。

#### 運営
1971年 第3回全日本選手権
- 試合場を一つに集約した。
- 1970年 第2回全日本選手権まで試合場は2つあり、それぞれ試合が同時に進行する方式が採られていた。しかし、観客の気が散って試合に集中できないという理由で取り止めされた。

1973年 第5回全日本選手権
- 1972年の第4回全日本選手権迄、参加選手は48名でA・B・Cとトーナメントに分けられ、3つのブロックを勝ちあがった3名の選手による決勝リーグ戦で実施されてきたが、本大会から64人の選手が参加する1日のトーナメントとして、決勝まで進めば6試合を戦う形式となった[10]。観客は第4回（前年）の8,000人から12,000人が押し寄せ、会場に入れない客が2,000人ほど溢れていた[10]。同大会から東京12Ch系でテレビ中継が開始された[10]。

1974年 第6回全日本選手権
- 128人の選手参加による2日間のトーナメント開催で、決勝まで進むには初日に2試合、2日目に5試合を行う形式で実施。
- 準決勝敗退者2名のうち、試割り枚数多い方から3位・4位、5位～8位は試割り枚数の多い順に入賞と決めていたが、3位・4位を3位決定戦で決める方式に変更。

1979年 第2回全世界選手権
- この年から世界選手権のみ3日間のトーナメント開催となり、各国選手権の優勝・準優勝者などシードされた選手は初日の1試合が免除され、2日目に2試合、3日目に5試合行われる形式となる。その後の世界選手権も参加した選手数はその時々で変動したが、3日間開催とシード権は継続

### 大会結果

#### 全日本選手権
毎年11月に無差別級の「オープントーナメント全日本空手道選手権大会」を開催し、他流派や他団体の選手も参加できる。なお2020年は新型コロナの影響で無観客開催予定。1984年から毎年6月に体重制の「オープントーナメント全日本ウェイト制空手道選手権大会」も開催している。
| 回 | 年         | 優勝                                | 準優勝                              | 3位                                 | 4位                                 |                            |
| -- | ---------- | ----------------------------------- | ----------------------------------- | ----------------------------------- | ----------------------------------- | -------------------------- |
| 1  | 1969年     | 山崎照朝                            | 添野義二                            | 長谷川一幸                          | 朴邦治                              |                            |
| 2  | 1970年     | 長谷川一幸                          | 山崎照朝                            | 添野義二                            | 増田賢一                            |                            |
| 3  | 1971年     | 佐藤勝昭                            | 大山泰彦                            | 大石代悟                            | 三浦美幸                            |                            |
| 4  | 1972年     | 三浦美幸                            | ハワード・コリンズ                  | 佐藤俊和                            | 山崎照朝                            |                            |
| 5  | 1973年     | 盧山初雄                            | 山崎照朝                            | 佐藤俊和                            | 佐藤勝昭                            |                            |
| 6  | 1974年     | 佐藤勝昭                            | 東孝                                | 盧山初雄                            | 西田幸夫                            |                            |
|    | 1975年     | 第1回全世界空手道選手権大会と兼ねる | 第1回全世界空手道選手権大会と兼ねる | 第1回全世界空手道選手権大会と兼ねる | 第1回全世界空手道選手権大会と兼ねる |                            |
| 8  | 1976年     | 佐藤俊和                            | 二宮城光                            | 東孝                                | 沢柳俊夫                            |                            |
| 9  | 1977年     | 東孝                                | 中山猛夫                            | 中村誠                              | 浜井識安                            |                            |
| 10 | 1978年     | 二宮城光                            | 三瓶啓二                            | 中村誠                              | 廣重毅                              |                            |
| 11 | 1979年     | 中村誠                              | 三瓶啓二                            | 東孝                                | 野口敏郎                            |                            |
| 12 | 1980年     | 三瓶啓二                            | 中村誠                              | 為永隆                              | 松井章圭                            |                            |
| 13 | 1981年     | 三瓶啓二                            | 中村誠                              | 松井章圭                            | 白石昌幸                            |                            |
| 14 | 1982年     | 三瓶啓二                            | 水口敏夫                            | 松井章圭                            | 三好一男                            |                            |
| 15 | 1983年     | 大西靖人                            | 小笠原和彦                          | 竹山晴友                            | 三好一男                            |                            |
| 16 | 1984年     | 黒澤浩樹                            | 竹山晴友                            | 水口敏夫                            | 木元正資                            |                            |
| 17 | 1985年     | 松井章圭                            | 黒澤浩樹                            | 増田章                              | ジェームズ・北村                    |                            |
| 18 | 1986年     | 松井章圭                            | 増田章                              | 八巻建志                            | 小井義和                            |                            |
|    | 1987年     | 第4回全世界選手権と兼ねる           | 第4回全世界選手権と兼ねる           | 第4回全世界選手権と兼ねる           | 第4回全世界選手権と兼ねる           |                            |
| 20 | 1988年     | 桑島靖寛                            | 石井豊                              | 八巻建志                            | 山口徹                              |                            |
| 21 | 1989年     | 八巻建志                            | 田村悦宏                            | 桑島靖寛                            | 増田章                              |                            |
| 22 | 1990年     | 増田章                              | 緑健児                              | 岩崎達也                            | 外舘慎一                            |                            |
|    | 1991年     | 第5回全世界選手権と兼ねる           | 第5回全世界選手権と兼ねる           | 第5回全世界選手権と兼ねる           | 第5回全世界選手権と兼ねる           |                            |
| 24 | 1992年     | 田村悦宏                            | 数見肇                              | 岡本徹                              | 七戸康博                            |                            |
| 25 | 1993年     | 数見肇                              | 田村悦宏                            | 岡本徹                              | 七戸康博                            |                            |
| 26 | 1994年     | 八巻建志                            | 数見肇                              | 市村直樹                            | 岡本徹                              |                            |
|    | 1995年     | 第6回全世界選手権と兼ねる           | 第6回全世界選手権と兼ねる           | 第6回全世界選手権と兼ねる           | 第6回全世界選手権と兼ねる           |                            |
| 28 | 1996年     | 数見肇                              | ギャリー・オニール                  | 高久昌義                            | 高尾正紀                            |                            |
| 29 | 1997年     | 数見肇                              | ギャリー・オニール                  | 堀池典久                            | 田村悦宏                            |                            |
| 30 | 1998年     | 数見肇                              | 田村悦宏                            | 木山仁                              | 野地竜太                            |                            |
|    | 1999年     | 第7回全世界選手権と兼ねる           | 第7回全世界選手権と兼ねる           | 第7回全世界選手権と兼ねる           | 第7回全世界選手権と兼ねる           |                            |
| 32 | 2000年     | 木山仁                              | 木村靖彦                            | 市村直樹                            | 木立裕之                            |                            |
| 33 | 2001年     | 木山仁                              | 木村靖彦                            | 足立慎史                            | 市川雅也                            |                            |
| 34 | 2002年     | 数見肇                              | 木山仁                              | 田中健太郎                          | 徳田忠邦                            |                            |
|    | 2003年     | 第8回全世界選手権と兼ねる           | 第8回全世界選手権と兼ねる           | 第8回全世界選手権と兼ねる           | 第8回全世界選手権と兼ねる           |                            |
| 36 | 2004年     | 田中健太郎                          | 徳田忠邦                            | ミハエル・コズロフ                  | マキシム・デディック                |                            |
| 37 | 2005年     | 内田義晃                            | 塩島修                              | 徳田忠邦                            | 加藤達哉                            |                            |
| 38 | 2006年     | 内田義晃                            | アルトゥール・ホヴァニシアン        | ディミトリー・ルネフ                | クリストフ・ハブラシカ              |                            |
|    | 2007年     | 第9回全世界選手権と兼ねる           | 第9回全世界選手権と兼ねる           | 第9回全世界選手権と兼ねる           | 第9回全世界選手権と兼ねる           | 第9回全世界選手権と兼ねる  |
| 40 | 2008年     | 谷口誠                              | ザハリ・ダミヤノフ                  | 田中健太郎                          | 木立裕之                            |                            |
| 41 | 2009年     | 田中健太郎                          | アレハンドレ・ナヴァロ              | 赤石誠                              | 木立裕之                            |                            |
| 42 | 2010年     | タリエル・ニコラシビリ              | 森善十朗                            | 田中健太郎                          | 沢田秀男                            |                            |
|    | 2011年     | 第10回全世界選手権と兼ねる          | 第10回全世界選手権と兼ねる          | 第10回全世界選手権と兼ねる          | 第10回全世界選手権と兼ねる          | 第10回全世界選手権と兼ねる |
| 44 | 2012年     | アレハンドロ・ナヴァロ              | ゴデルジ・カパナーゼ                | 荒田昇毅                            | ダルメン・サドヴォカソフ            |                            |
| 45 | 2013年     | 安島喬平                            | アレハンドロ・ナヴァロ              | キリル・コチュネフ                  | 小沼隆一                            |                            |
| 46 | 2014年     | ダルメン・サドヴォカソフ            | 荒田昇毅                            | 森善十朗                            | 鎌田翔平                            |                            |
|    | 2015年     | 第11回全世界選手権と兼ねる          | 第11回全世界選手権と兼ねる          | 第11回全世界選手権と兼ねる          | 第11回全世界選手権と兼ねる          | 第11回全世界選手権と兼ねる |
| 48 | 2016年     | 鎌田翔平                            | 髙橋佑汰                            | 上田幹雄                            | 荒田昇毅                            |                            |
| 49 | 2017年     | 高橋佑汰                            | 鎌田翔平                            | 荒田昇毅                            | 上田幹雄                            |                            |
| 50 | 2018年     | 上田幹雄                            | 鎌田翔平                            | 荒田昇毅                            | キリル・コチュネフ                  |                            |
|    | 2019年     | 第12回全世界選手権と兼ねる          | 第12回全世界選手権と兼ねる          | 第12回全世界選手権と兼ねる          | 第12回全世界選手権と兼ねる          | 第12回全世界選手権と兼ねる |
| 52 | 2020年     | コンスタンティン・コバレンコ        | 西村界人                            | 清水祐貴                            | 石崎恋之介                          |                            |
| 53 | 2022年4月  | 西村界人                            | 山川竜馬                            | 加賀健弘                            | コンスタンティン・コバレンコ        |                            |
| 54 | 2022年11月 | 西村界人                            | コンスタンティン・コバレンコ        | 大秦稜司                            | 荒田昇毅                            |                            |
|    | 2023年     | 第13回全世界選手権と兼ねる          | 第13回全世界選手権と兼ねる          | 第13回全世界選手権と兼ねる          | 第13回全世界選手権と兼ねる          | 第13回全世界選手権と兼ねる |
| 56 | 2024年     | コンスタンティン・コバレンコ        | 荒田昇毅                            | エキモフ・マクシム                  | ゴリウシキン・ダニル                |                            |

#### 全世界選手権
男子

#### 全世界ウェイト制選手権
1997年に松井派が大山倍達総裁三年祭を記念し、国技館で初めて開催。以降は全世界大会の中間年に開催されている。

#### 試割り
厚さ2.4センチメートルの杉板で正拳・足刀・手刀・猿臂で割った合計枚数により競い合う。なお、松井派では再延長で勝敗がつかなかった場合にのみ、手刀による試割りを行い、勝者を決めている。
第1回全日本選手権から行われ、以下の更新をしている。
| 年     | 大会               | 名                     | 正拳 | 足刀 | 手刀 | 猿臂 | 合計 |
| ------ | ------------------ | ---------------------- | ---- | ---- | ---- | ---- | ---- |
| 1969年 | 第1回全日本選手権  | 山崎照朝               | 3    | 4    | 5    | 4    | 16枚 |
| 1972年 | 第4回全日本選手権  | 山崎照朝               |      |      |      |      | 21枚 |
| 1973年 | 第5回全日本選手権  | 山崎照朝               | 4    | 7    | 6    | 7    | 24枚 |
| 1979年 | 第2回全世界選手権  | ウィリー・ウィリアムス | 5    | 6    | 8    | 7    | 26枚 |
| 1984年 | 第3回全世界選手権  | 増田章                 | 6    | 8    | 7    | 8    | 29枚 |
| 1992年 | 第24回全日本選手権 | 阿部清文               | 6    | 9    | 8    | 8    | 31枚 |

## 啓蒙

### 海外の要人と関係を強化
国賓に指導したり、演武を披露することにより、国際的な普及に務めた。
1968年8月にヨルダン王室に招かれ、フセイン1世、モハメド皇太子など王室関係者に指導を行った。1970年6月14日にはフセイン1世の妻・ムナ王妃、フェリアール王弟妃一行が来日し、滞在先である東京ヒルトンホテルで演武会を催した。芦原英幸は頭突きで瓦を割り、とりわけ山崎照朝と添野義二の組手を観た王室一行はふたりの実力・迫力に驚嘆していた。
1972年2月にスペインのカルロス皇太子（当時）とソフィア夫人が来日した。カルロス皇太子（前・国王）は空手を習っていたことから、当時、極真会館副会長の毛利松平の仲立ちで演武会が催された。同月21日に大山倍達以下、大山泰彦・山崎照朝・添野義二・鈴木浩平・三浦美幸・佐藤勝昭・磯部清次・大石代悟・ハワード・コリンズなど黒帯、茶帯約20名からなるメンバーが、赤坂の迎賓館に訪問。基本稽古から各種試割りのあと、第1回全日本選手権チャンピオンの山崎照朝と第3回全日本選手権チャンピオンの佐藤勝昭の模範試合が行われるなど、夫妻の前で数々の空手の技を披露した。
1981年6月にサウジアラビアのファイサル皇太子が総本部に来訪した。ファイサル皇太子は演武を堪能後、指導員の派遣を要請した。

### 弟子を世界各地へ派遣し、孫弟子の輩出
1950年代は大山倍達が国内外を遠征をしていたが、1960年代半ばから、弟子を国内外各地に派遣し、支部の設立と門下生を育成した。海外では1966年の黒崎健時が渡欧したのを皮切りに中村忠・大山茂・大山泰彦・三浦美幸・岸信行をアメリカ各地へ、加藤重夫をオーストラリア、松島良一をシンガポール、磯部清次をブラジルへと派遣し、帰国した者を除き、支部長として永住させた。また、自ら来日し本部道場で稽古したジョン・ブルミン、ヤン・カレンバッハ、ルック・ホランダー（以上、オランダ）、スティーブ・アニール、ハワード・コリンズ（以上、イギリス）、ジャン・ジャービス（ニュージーランド）、ジョン・テイラー（オーストラリア）らを帰国後、現地の支部長や指導員に任命した。
国内でも加藤重夫・芦原英幸・添野義二・松島良一・高木薫・長谷川一幸・大石代悟・花澤明・東孝・浜井識安らを派遣や帰郷などで、各地の支部長に据えた。これらの活動が佐藤俊和・二宮城光・田原敬三・水口敏夫・松井章圭・増田章ら孫弟子が、前後して大学の空手道部も傘下にし、城西大学に在学していた添野が同部二期生の高木、三期生の三浦美幸・吉岡幸男、六期生の花澤を、早稲田大学に在学していた東は三瓶啓二、など多くの人材を輩出している。
1985年以降は山田雅稔の東京都下城西支部か、廣重毅の東京城南川崎支部のいずれから、チャンピオンや上位入賞者を多く輩出する時代が続いた。海外ではチャールズ・マーチン、ウィリアム・オリバー、ウィリー・ウィリアムス（以上、アメリカ）、アデミール・ダ・コスタ、フランシスコ・フィリォ（以上、ブラジル）、ジャン・リビエール（カナダ）、ハワード・ロブマン、ミッシェル・ウェーデル、ジェラルド・ゴルドー、ピーター・スミット（以上、オランダ）、アンディ・フグ（スイス）、マイケル・トンプソン（イギリス）、ハンス・ラングレン（スウェーデン）、サム・グレコ（オーストラリア）、ケニー・ウーテンボガード（南アフリカ）らの孫弟子輩出となり、組織拡大に繋がった。しかし、1975年（昭和50年）代前後から相次いで弟子の破門、独立が発生（独立した団体）。ほとんどの支部が独立採算を取っていた為、現地の門下生も一緒に離れることとなった。一時的に縮小したりしたものの拡大の勢いは落ちず、1990年代に入ると各都道府県へ支部の設置が完了し、最盛期には世界123ヵ国、公認支部道場1,000以上、会員1,200万人の規模となった。

## メディアミックス

### 出版
大山倍達自らも精力的に執筆した。1966年には極真会館の機関誌として、月刊『近代カラテ』を発行。1978年からは新たに『月刊パワー空手』を機関誌として創刊した。また、『空手バカ一代』に登場した弟子のほとんどが、各々自叙伝や技術本を出版した。

### 映画
『007は二度死ぬ』の撮影で、姫路城の屋根で忍者部隊役で戦うシーンに藤平昭雄と加藤重夫が出演した。この撮影には各流派の空手家が集まっていたが、撮影の合間にも大沢と加藤は練習していた。その熱心さにジェームズ・ボンド役のショーン・コネリーが彼らを気に入り「あなた達の道場に行きたい」と言い、1966年9月3日にコネリーが本部道場に来訪して演武会が行われた。藤平・加藤の他に大山茂・郷田勇三・芦原英幸・鈴木浩平らが参加し、数々の試割りや演武を披露した。コネリーには名誉参段が贈呈された。
カラテ映画を量産した東映は、大山道場時代からの弟子である千葉真一主演で、大山倍達を主人公にした『けんか空手 極真拳』 （1975年）、『けんか空手 極真無頼拳』 （1975年）、『空手バカ一代』 （1977年）を、三協映画が『地上最強のカラテ』、『地上最強のカラテ2』 （1976年）、『最強最後のカラテ』 （1980年）を制作し、それぞれ公開された。東映の3作品には、大山道場や設立直後の極真会館で師範代を務めた石橋雅史も出演している。これらの映画に極真会館は全面的に協力した。1985年には極真映画製作委員会による『世界最強のカラテ キョクシン』を公開。

### 漫画・劇画
梶原一騎の原作で『虹を呼ぶ拳』、『空手バカ一代』、『四角いジャングル』などで、大山倍達と極真会館は実名で取り上げられた。特に『空手バカ一代』は大山を主人公にし、弟子も紹介された作品で、アニメ化や映画化もされた。

### 通信教育
梶原一騎らとの協力によりマス大山カラテスクールを1972年に設立。自宅に居ながらにして極真空手を学べるとして少年漫画誌を中心に大々的な宣伝を行い、多数の受講生を獲得した。1973年には渋谷に通信生向けの実技道場を構え、師範代を山崎照朝、指導員を鈴木浩平などが務めた。

### テレビ中継・雑誌
1973年の第5回全日本選手権からテレビ中継され、その後、全日本・全世界選手権開催毎に東京12チャンネルやNETで放送された。雑誌では『ゴング格闘技』 （日本スポーツ出版社）、『格闘技通信』 （ベースボール・マガジン社）、『月刊フルコンタクトKARATE』 （福昌堂）にも頻繁に登場した。

## 分裂騒動

### 大山倍達没後と継承争い、その後

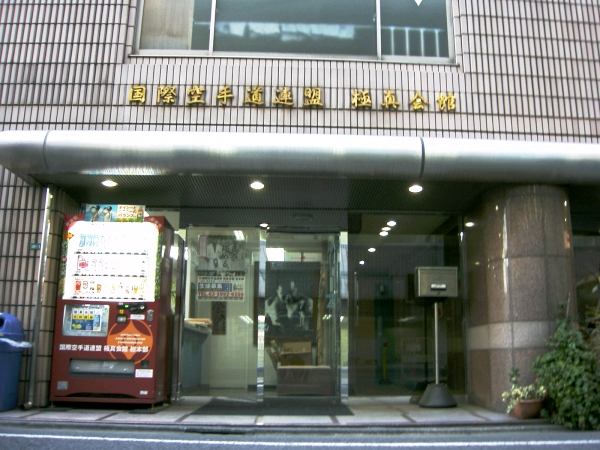
分裂後、移転した松井章圭派の総本部道場

1994年4月26日、極真会館の創始者である大山倍達が逝去。
絶対無比のカリスマ大山を喪失した極真会館では没後間もなく、その後継の座を巡っての主導権争いが始まった。やがて、団体幹部や支部長、それに準ずるクラスの人物、大山の遺族との間で、団体は四分五裂の様相を呈してゆく。その後も数多くの人物による分派や独立も続き、「極真」という商標も奪い合いとなり、これらは訴訟係争という事態に繋がっていた。その他の指導者や一時代を築いた有力選手にも、知名度が上がると共にこのような政治的な争いに巻き込まれることを嫌って「極真」から離れ、独自の空手道を求めていった者が少なくない。

### 1994年
大山逝去の翌々日、極真会館の審議（評議）委員長であった梅田嘉明が「大山総裁は遺言で松井章圭を次期後継者に指名された」と発表。5月10日に、梅田を財団法人極真奨学会理事長、松井を館長、郷田勇三を最高顧問、盧山初雄を最高顧問・主席師範、支部長協議会の会長を西田幸夫とし、新体制による運営が始まった。6月に入り、遺族が記者会見を行い「遺言に疑問があるので法的手段にでる」と発表し、本葬時にも抗議活動を行った。国内の支部長では9月迄に高木薫ら計5人が、新体制に異を唱えて離れた。

### 1995年
2月に高木薫ら5人の支部長が大山智弥子未亡人を館長とし遺族派を結成する。
4月に「遺言書は無効」と家庭裁判所の審判が下ると、松井章圭体制から西田幸夫や三瓶啓二ら35人の支部長がいる支部長協議会派が離れた。この国内の分裂は海外にも波及し、世界各地で支部の取り合い、選手の引き抜きに発展した。松井派は中村誠や山田雅稔ら12人にまで減ったが、半年後には川畑幸一、水口敏夫、廣重毅ら9人が支部長協議会派から復帰した。
8月には智弥子館長を頭とし支部長協議会派と遺族派が合流し、大山派を名乗る。同年から各種大会が松井派と大山派に分裂して開催されるようになった。

### 1996年以降
松井派と大山派は、それぞれの機関誌である『ワールド空手』と『極真魂』誌上で数年間、双方の正当性を主張しあっていた。1997年3月17日に遺言書の有効性を否定する判決が最高裁で確定した。そののち大山派は支部長協議会派と遺族派に再び割れる。協議会派は1999年に西田幸夫と増田章が離脱し、三瓶啓二が代表に就いた。さらに理事の役職にあった田畑繁、七戸康博、桑島靖寛や長谷川一幸、大石代悟らは松井派との商標権争いで「三瓶や副代表の緑が主張する『自分たちこそ正当な極真会館である』という方針では勝てない」と異を唱えて離脱し、2001年に極真連合会を発足させる。前年に三瓶派は代表選出で緑健児に代わり、緑派となっていたが、松井派との商標権争いで負け、新極真会と名称を変更した。遺族派は松島派、手塚グループ、極真会館 宗家に分かれる。
一方、松井派は株式会社化し、団体名称を「株式会社国際空手道連盟極真会館」と刷新したが、こちらも一層の分裂が続いている。2002年に極真奨学会の梅田嘉明が「大山総裁の遺言である新会館建設を一向に進める気が見えない」と松井章圭を批判して関係を絶つと、同年11月に盧山初雄や地区本部長を務めていた廣重毅・湖山彰夫らも去り、彼らは極真館を興し、梅田と一緒に休眠していた極真奨学会を復活させた。2005年には水口敏夫・河西泰宏らが、2006年には浜井識安が松井派から離れ、極真奨学会の協力団体になった。2008年、木村靖彦が全日本極真連合会へ移り、2010年8月には国際委員会委員で欧州地区担当のルック・ホランダーが傘下の支部と共に離脱した。2016年には兵庫・大阪南支部支部長の中村誠が脱退した。1995年に始まった松井派から独立した選手や支部長の黒澤浩樹、小笠原和彦、八巻建志、数見肇、岩崎達也、高久昌義、ニコラス・ペタス、堀池典久、高尾正紀、野地竜太、田中健太郎、高見成昭・高見彰、高橋佑汰、成嶋竜らは極真を名乗らず、それぞれ自派を発足している。2022年に独立していた八巻が復帰したものの、フランシスコ・フィリォとグラウベ・フェイトーザが除名された。
松井派、大山宗家、新極真などは、自らが大山の極真空手の唯一の正当後継であると主張しており、他の極真諸派の存在を認めなかったり、認めていても消極的である。それに対して社団法人極真会館や財団法人極真奨学会は、他の極真カラテ諸派の存在を認めようとする団体である。
極真会館関連の商標を巡って、極真宗家、連合会、極真館らはそれぞれ松井派と係争中であったが、2010年に極真会館 宗家の商標登録が確定した。しかし、2017年5月に特許庁は、審判で「出願は他の事業者の活動を妨害する不正な目的」と判断、登録は無効となった。
その後2019年になり、世界全極真の長谷川一幸が大山喜久子との話し合いの結果、商標を譲り受ける形となり、生前の大山から認可を受けた約20名の支部長と極真会館支部長連合会を設立し、喜久子から譲り受けた商標を共同で管理して行くこととなった。世界総極真は極真会館関連の商標を単独で出願したため、独自に大山喜久子側と裁判を行なっていたが、大石を含めた話し合いにより、支部長連合会と大石代悟個人で商標を共同管理をして行くこととなった。

### 現在の状況
現在、状況は以下である。
極真系の主な会派・団体。以下、全日本大会・全世界大会上位入賞者や大山倍達体制での支部長・分支部長などが分派した団体のみ。
- 極真会館松井派（松井章圭）
- 極真会館 宗家（大山喜久子）
- 極真大山空手（津浦伸彦）
- 新極真会（緑健児）
- 極真空手 清武会（西田幸夫[注釈 1]）
- 全日本極真連合会[31]（田畑繁）
- IBMA極真会館 増田道場（増田章）
- 極真会館 松島派（松島良一）
- 極真会館 手塚グループ（森義道）
- 極真会館 安斎派（安斎友吉）
- 極真館・極真奨学会（岡崎寛人）
- 極真会館 水口派（水口敏夫）
- 極真会館 浜井派（浜井美香）
- 世界総極真（大石代悟）
- 極真会館 中村道場（中村昌永）
- 極真拳武會（金子雅弘）
- ワールド極真会館（竹隆光）
- 世界全極真（纐纈卓真）
- 極真会館支部長会[32][33]（長谷川一幸）

## 極真会館から派生・独立した団体
全日本大会・全世界大会上位入賞者や大山倍達体制の支部長・分支部長などが独立し、創設した団体のみ。
- 目白ジム（黒崎健時）
- 誠道塾（中村忠）
- 逆真会館（山崎照朝）
- 極真武道会（ジョン・ブルミン）
- 佐藤塾（佐藤勝昭）
- 芦原会館（芦原英幸）
- 正道会館（石井和義）
- 士道館（添野義二）
- 真樹道場（真樹日佐夫）
- 大道塾（東孝）
- 国際大山空手道連盟（大山茂・大山泰彦）
- 拳眞塾（大川宏）
- 徹武館（田原敬三）
- International Federation of Karate（スティーブ・アニール）
- 岸空手道場（岸信行）
- 円心会館（二宮城光）
- ドージョー・カマクラ（ジェラルド・ゴルドー）
- 勢和会（アデミール・ダ・コスタ）
- 聖心館（黒澤浩樹）
- 創天会（小笠原和彦）
- 竹山道場（竹山晴友）
- 三浦道場（三浦美幸）
- 八巻空手（八巻建志）※2022年、松井派に復帰した[26]。
- 数見道場（数見肇）
- 沖縄古伝空手剛毅會（岩崎達也）
- ニコラス・ペタス道場（ニコラス・ペタス）
- 飛鳥道場（池田雅人）
- 究道会館（堀池典久）
- 実戦空手道 心温塾（吾孫子功二）
- 野地道場（野地竜太）
- 錬空武館（高久昌義）
- 空手道 高見空手（高見成昭・高見彰）
- 空手道 高尾道場（高尾正紀）
- 至誠空手道場（田中健太郎）
- 日本空手道 高橋道場（高橋佑汰）
- 葉隠塾継代 空手道 成嶋道場（成嶋竜）